# نیکولا مالاکاری
نیکولا مالاکاری (انگلیسی: Nicola Malaccari؛ زادهٔ ۱۶ فوریهٔ ۱۹۹۲) بازیکن فوتبال اهل ایتالیا است.